# Love?
Love? (с англ. — «Любовь?») — седьмой студийный альбом американской актрисы и певицы Дженнифер Лопес, выпущенный 3 мая 2011 года на лейбле Island Records.

## История создания и запись
В 2007 году Дженнифер Лопес выпустила шестой по счёту альбом Brave, имевший весьма умеренный успех в хит-парадах: пластинка стала первым студийным релизом певицы, не попавшим в первую десятку американского чарта Billboard 200. В конце 2007 — начале 2008 года, во время беременности, Лопес записывала материал для будущего альбома. В феврале 2009 года в Сеть просочилась песня под названием «Hooked on You». Следом за ней, в мае в Интернет были слиты треки «One Love» и «What Is Love». Позже певица Уинтер Гордон — автор песни «What Is Love» — в социальных сетях выразила недовольство по поводу утечки этой композиции. Все три трека предназначались для сборника лучших хитов, который затем переделали в студийный альбом. В июне в интервью MTV News Лопес заявила, что по-прежнему работает над пластинкой, которая, по её словам, должна была выйти в конце 2009 года. Намекая на стилистику будущего альбома, певица рассказала, что ей нравится создавать «хорошую танцевальную поп-музыку с красивыми текстами», и это то, к чему она «всегда стремится». В октябре в журнале People подтвердили, что шестой студийный альбом Лопес будет называться Love?. В конце ноября Лопес представила композицию «Louboutins», написанную и спродюсированную Трики Стюартом и The-Dream, которая должна была стать первым синглом в поддержку грядущей пластинки. Песня возглавила американский танцевальный хит-парад, но потерпела неудачу в других чартах. В своём интервью журналу Vibe Стюарт рассказал, что этот трек изначально предназначался для R&B-певицы Брэнди Норвуд, но после того, как та покинула лейбл Epic Records, песню передали Лопес. Стюарт также сообщил, что вместе с Куком Харрелом работает с Лопес над остальным материалом для её альбома. Помимо «Louboutins», Стюарт и The-Dream написали и спродюсировали композицию «Villain».
В феврале 2010 года Дженнифер Лопес и Sony Music Entertainment (и Epic Records) прекратили сотрудничество по обоюдному согласию. Тогда же Лопес сообщила, что её новый альбом выйдет летом 2010 года на другом лейбле, но не уточнила, на каком именно. Согласно сайту Deadline.com, певица вела переговоры с компанией Island Def Jam Music Group, что вскоре подтвердилось. После подписания контракта с Island Def Jam, в интервью Daily News Лопес рассказала, что помимо нового материала, в альбом войдут композиции, записанные ею ещё на лейбле Sony. Согласно сайту PopEater, принадлежащему AOL, после провала сингла «Louboutins» Epic решил отложить релиз диска и не выпускать его, хотя ни Лопес, ни Epic, ни Island Def Jam это не подтвердили. В феврале 2011 года в интервью BBC News Лопес сообщила, что альбом почти готов. По её словам, за два года работы над пластинкой она записала около 20 песен, и ей было сложно составлять финальный трек-лист. В марте того же года во время онлайн-чата с поклонниками исполнительница рассказала, что записала также испаноязычные версии некоторых песен. В итоге одна из них — «Ven a Bailar» (испанская версия «On the Floor») — вошла в делюкс-издание пластинки. В записи диска принимали участие Леди Гага, Stargate, RedOne, Трики Стюарт, The-Dream, Danja и D-Mile. Исполнительными продюсерами альбома выступили RedOne и новый руководитель лейбла Эл-Эй Рид.

## Список композиций
Официальный трек-лист альбома Love? был объявлен сайтом Rap-Up 8 апреля 2011.
| №   | Название                               | Автор(ы) | Продюсер(ы)                    | Длительность |
| --- | -------------------------------------- | --- | ------------------------------ | ------------ |
| 1.  | «On the Floor» (при участии Pitbull)   | Bilal Hajji, Kinda Hamid, Gonzalo Hermosa, Ulises Hermosa, Achraf Janussi, Nadir Khayat, Armando Perez, Geraldo Sandell | RedOne                         | 4:44         |
| 2.  | «Good Hit»                             | Terius Nash, Christopher Stewart                                                                                        | The-Dream, Tricky Stewart      | 4:04         |
| 3.  | «I’m Into You» (при участии Lil Wayne) | Taio Cruz, Mikkel S. Eriksen, Tor Erik Hermansen, Dwayne Carter                                                         | StarGate                       | 3:20         |
| 4.  | «(What Is) Love?»                      | Wynter Gordon, Emile Dernsti                                                                                            | D'Mile                         | 4:26         |
| 5.  | «Run the World»                        | Nash, Stewart | The-Dream, Tricky Stewart      | 3:55         |
| 6.  | «Papi»                                 | Khayat | RedOne                         | 3:43         |
| 7.  | «Until It Beats No More»               | Troy Johnson, Evan Bogart, Jorgen Elofsson                                                                              | Radio                          | 3:52         |
| 8.  | «One Love»                             | Jennifer Lopez, Antea Birchett, Anesha Birchett, Dernst                                                                 | D'Mile                         | 3:54         |
| 9.  | «Invading My Mind»                     | Lady Gaga, RedOne | RedOne, Lady Gaga              | 3:20         |
| 10. | «Villain»                              | Jennifer Lopez, Stewart                                                                                                 | Tricky Stewart                 | 4:03         |
| 11. | «Starting Over»                        | Gordon, Nathaniel Hills                                                                                                 | Danja                          | 4:02         |
| 12. | «Hypnotico» (бонус трек)               | Lady Gaga, Khayat, Tammar Chin, Claude Kelly, Aliaune Thiam                                                             | RedOne, Lady Gaga, Jimmy Joker | 3:35         |

| №   | Название                             | Автор(ы) | Продюсер(ы)                   | Длительность |
| --- | ------------------------------------ | --- | ----------------------------- | ------------ |
| 13. | «Everybody's Girl»                   | Michael Caren, Ollie Goldstein, Shep Crawford, Gordon                                                                                   | Mike Caren, Oligee            | 3:28         |
| 14. | «Charge Me Up»                       | RedOne, Junior, BeatGeek, Sky, Joker | RedOne, BeatGeek, Jimmy Joker | 3:58         |
| 15. | «Take Care»                          | Stewart, Ester Dean, Makeba Riddick, Robyn Fenty, Hermansen, Eriksen, Robert Thompson, Eldra DeBarge, William DeBarge, Etterlene Jordan | Tricky Stewart                | 2:56         |
| 16. | «Ven a Bailar» (при участии Pitbull) | Hajji, Hamid, G. Hermosa, U. Hermosa, Janussi, Khayat, Perez, Sandell                                                                   | RedOne                        | 4:52         |

| №   | Название               | Автор(ы)                                                         | Продюсер(ы) | Длительность |
| --- | ---------------------- | ---------------------------------------------------------------- | ----------- | ------------ |
| 17. | «On the Floor» (Remix) | RedOne, Hamid, Junior, Sky, Hajji, Perez, G. Hermosa, U. Hermosa | RedOne      |              |

## Чарты и Сертификации

### Чарты
| Страны (2011)                   | Наивысшая позиция |
| ------------------------------- | ----------------- |
| Australian Albums Chart         | 9                 |
| Australian Urban Albums Chart   | 2                 |
| Austrian Albums Chart           | 7                 |
| Belgian Albums Chart (Flanders) | 18                |
| Belgian Albums Chart (Wallonia) | 27                |
| Brazilian Albums Chart          | 6                 |
| Canadian Albums Chart           | 2                 |
| Czech Albums Chart              | 1                 |
| Dutch Albums Chart              | 18                |
| Finnish Albums Chart            | 5                 |
| French Albums Chart             | 7                 |
| German Albums Chart             | 4                 |
| Greek Albums Chart              | 4                 |
| Hungarian Albums Chart          | 13                |
| Irish Albums Chart              | 7                 |
| Italian Albums Chart            | 6                 |
| Mexican Albums Chart            | 5                 |
| New Zealand Albums Chart        | 12                |
| Norwegian Albums Chart          | 12                |
| Polish Albums Chart             | 13                |
| Portuguese Albums Chart         | 13                |
| Russian Albums Chart            | 9                 |
| Scottish Albums Chart           | 6                 |
| Slovenian Albums Chart          | 6                 |
| Spanish Albums Chart            | 3                 |
| Swedish Albums Chart            | 14                |
| Swiss Albums Chart              | 1                 |
| UK Albums Chart                 | 6                 |
| UK R&B Chart                    | 2                 |
| US Billboard 200                | 5                 |

## Песни, записанные для альбома, но не вошедшие в финальный трек-лист
1. «Beautiful» (Chris Sernel) (produced by Mike Caren)
2. «Countdown» (produced By Royal Court)
3. «Fresh Out the Oven» (featuring Pitbull) (Pharell Williams, Armando Pérez, Jennifer Lopez, Amanda Ghost) (produced by The Neptunes)
4. «Greatest Part of Me» (Kelly Sheean, Theadis Harrell, Sean Hall) (produced by Sean Hall)
5. «Hooked on You» (Antea Birchett, Anesha Birchett, Otis Grayson, Muhammed Kateeb) (produced by Chris & Teeb)
6. «Keeper» (Britney Bereal, Luke Boyd) (produced by Danja)
7. «Louboutins» (Christopher Stewart, Terius Nash) (produced by The-Dream, Tricky Stewart)
8. «Love and War» (produced by Danja)
9. «One Step at a Time» (Jennifer Lopez)
10. «Story of My Life» (Tor Erik Hermansen and Mikkel Storleer Eriksen) (produced by StarGate)
11. «This Cannot Be Love» (produced by Darkchild)
12. «What is Love? (Part 2)» (produced by Jean Baptiste)